# Linsjordfly
Linsjordfly, Yigoga signifera, är en fjärilsart som beskrevs av Michael Denis och Ignaz Schiffermüller, 1775. Linsjordfly ingår i släktet Yigoga och familjen nattflyn, Noctuidae. I Finland har arten det vetenskapliga namnet Dichagyris signifera och anges som "Regelbunden vandrare, Mycket sällsynt", det efter ett enda fynd i Nylan längs Finlands sydkust. Arten är ännu inte påträffad i Sverige. En underart finns listad i Catalogue of Life, Yigoga signifera farsistana Brandt, 1938.